# 羅蘋 (籃球運動員)
羅蘋（1996年9月2日—）為臺灣女子籃球運動員，場上位置為得分後衛，目前效力於國泰女籃。

## 經歷
- 臺東縣立新生國民中學 - 永仁高中 - 中國文化大學 - 國泰人壽（2019年－）
- 2020 WSBL(第15屆) 最佳抄截后

## 代表隊經歷
- 2013年亞洲青年運動會
- 2013年U18世界三對三籃球錦標賽
- 2014年亞洲U18青年女子籃球錦標賽
- 2014年夏季青年奧林匹克運動會
- 2014年亞洲沙灘運動會
- 2015年U19世界青年女子籃球錦標賽
- 2016年威廉·瓊斯盃國際籃球邀請賽
- 2016年亞洲大學女子籃球錦標賽
- 2016年亞洲沙灘運動會
- 2017年威廉·瓊斯盃國際籃球邀請賽
- 2017年女子亞洲盃籃球賽
- 2017年夏季世界大學運動會

## 外部連結
- 羅蘋在fiba.basketball（英语）
- 羅蘋在archive.fiba.com（archived）（英语）
- 羅蘋在Eurobasket.com（球員）（英语）
- 羅蘋在Flashscore（英语）